# Хадано (Канаґава)

35°22′29″ пн. ш. 139°13′13″ сх. д. / 35.37472° пн. ш. 139.22028° сх. д.
Хада́но (яп. 秦野市, はだのし, МФА: [hadano ɕi̥]) — місто в Японії, в префектурі Канаґава.

## Короткі відомості
Розташоване в центральній частині префектури, на території западини Хадано. Виникло на основі сільських поселень раннього нового часу. Отримало статус міста 1955 року. Основою економіки є сільське господарство, вирощування листового тютюну та арахісу, харчова промисловість, комерція, туризм. Станом на 1 квітня 2009 площа міста становила 103,61 км². Станом на 1 липня 2011 населення міста становило 169 951 осіб.

## Міста-побратими
- Пасадена, США (1964)
- Сува, Японія (1984)
- Пхаджу, Південна Корея (2005)
- Фудзіномія, Японія (2008)